# Рощинський сільський округ (Кизилжарський район)
Ро́щинський сільський округ (каз. Рощин ауылдық округі, рос. Рощинский сельский округ) — адміністративна одиниця у складі Кизилжарського району Північноказахстанської області Казахстану. Адміністративний центр — село Пеньково.
Населення — 2438 осіб (2021; 2226 у 2009, 2309 у 1999, 2397 у 1989).
Станом на 1989 рік існувала Рощинська сільська рада (села Березовка, Пеньково) колишнього Соколовського району, село Біле перебувало у складі Світлопольської сільської ради Бішкульського району.

## Склад
До складу округу входять такі населені пункти:
| Населений пункт | Старі назви | Населення, осіб (1989) | Населення, осіб (1999) | Населення, осіб (2009) | Населення, осіб (2021) |
| --------------- | ----------- | ---------------------- | ---------------------- | ---------------------- | ---------------------- |
| Біле, село      | -           | 1043                   | 918                    | 866                    | 924                    |
| Березовка, село | -           | 417                    | 343                    | 402                    | 435                    |
| Пеньково, село  | -           | 937                    | 1048                   | 958                    | 1079                   |